# Гостинский, Вячеслав Вячеславович
Вячеслав Вячеславович Гостинский (26 марта 1922, Киев — 31 октября 1991, Москва) — советский актёр. Заслуженный артист  РСФСР, Заслуженный артист Кабардино-Балкарской АССР (1983).

## Биография
Родился 26 марта 1922 года в городе Киеве в семье служащего.
В 1934 году Гостинские переехали в Москву. 25 декабря 1937 года, его отец Вячеслав Францевич Гостинский был арестован НКВД по сфабрикованному обвинению об участии в террористической организации. 8 мая 1938 года он был осужден Комиссией НКВД СССР и прокурора СССР, и 8 июня того же года расстрелян.
В 1938 году началась трудовая деятельность Вячеслава, вызванная необходимостью содержать больную мать и сестру.
В этом же году Гостинский дебютировал в кино, снявшись в приключенческом фильме Владимира Вайнштока «Юность командиров».
С 1938 по 1941 год работал актёром на киностудии «Мосфильм», театре имени Ермоловой, театре музыкальной комедии Карело-Финской ССР. Как сыну расстрелянного врага народа, ему не предлагали сниматься в главных ролях.
Во время Великой Отечественной войны выезжал на фронт с фронтовым театром и ансамблем.
Одновременно в 1941—1943 годы учился на актёрском факультете училища имени Глазунова, а в 1943—1944 — на актёрском факультете театрального училища имени Щукина.
По окончании войны работал в театре миниатюр, активно выступал на эстраде. В 1960 году был зачислен в штат киностудии имени Горького.
Актёр много снимался, в основном, в ролях интеллигентов и румынов.
Скончался 31 марта 1991 год от проблем с сердцем. Похоронен на Пятницком кладбище.

## Фильмография
| Год  |     | Название                                      | Роль                                              |
| ---- | --- | --------------------------------------------- | ------------------------------------------------- |
| 1939 | ф   | Юность командиров                             | Виктор                                            |
| 1941 | ф   | Мы ждём вас с победой                         | доброволец                                        |
| 1944 | ф   | Поединок                                      | скрипач фронтовой бригады                         |
| 1945 | ф   | Иван Грозный                                  | посол Сигизмунда                                  |
| 1945 | ф   | Это было в Донбассе                           | анархист Сосновский                               |
| 1950 | ф   | Прощай, Америка!                              | Дарлингтон                                        |
| 1953 | ф   | Адмирал Ушаков                                | Ланской                                           |
| 1954 | ф   | Чемпион мира                                  | журналист                                         |
| 1955 | ф   | За витриной универмага                        | спекулянт                                         |
| 1956 | ф   | Дело № 306                                    | связной «Пирамидон»                               |
| 1956 | ф   | Урок истории                                  | Шарфюрер                                          |
| 1956 | ф   | Человек родился                               | желчный гражданин                                 |
| 1958 | ф   | Хождение по мукам (фильм «Восемнадцатый год») | адъютант Сорокина                                 |
| 1959 | ф   | Заре навстречу                                | начальник контрразведки                           |
| 1959 | ф   | Золотой эшелон                                | эпизод                                            |
| 1960 | ф   | Ровесник века                                 | инженер                                           |
| 1961 | ф   | Две жизни                                     | адъютант царя                                     |
| 1961 | ф   | Зелёный патруль                               | Степан Ломакин                                    |
| 1961 | ф   | Суд сумасшедших                               | Боб                                               |
| 1963 | ф   | Королевство кривых зеркал                     | придворный в рыжем парике                         |
| 1963 | ф   | Русский лес                                   | Вуль                                              |
| 1964 | ф   | Зелёный огонёк                                | неудачник-влюблённый                              |
| 1964 | ф   | Лёгкая жизнь                                  | администратор                                     |
| 1964 | тф  | Люди остаются людьми                          | комендант лагеря                                  |
| 1965 | ф   | Гиперболоид инженера Гарина                   | капитан «Золотого острова»                        |
| 1965 | ф   | Год как жизнь                                 | посланник                                         |
| 1965 | ф   | Как вас теперь называть?                      | доктор Фогельзанг                                 |
| 1965 | ф   | Спящий лев                                    | инкассатор                                        |
| 1966 | ф   | Бывает и так                                  | художник                                          |
| 1966 | ф   | Душечка                                       | ветеринар                                         |
| 1967 | ф   | Весна на Одере                                | Фогеляйн                                          |
| 1967 | ф   | Один шанс из тысячи                           | Фриш                                              |
| 1968 | ф   | Мужской разговор                              | предприимчивый жилец                              |
| 1968 | ф   | Щит и меч                                     | комендант детского лагеря                         |
| 1970 | ф   | Интеграл                                      | пассажир                                          |
| 1970 | ф   | Красная площадь                               | Гауптман                                          |
| 1970 | ф   | Посланники вечности                           | биллиардист                                       |
| 1970 | ф   | Семья Коцюбинских                             | начальник жандармерии Черниговской губернии       |
| 1971 | ф   | Дерзость                                      | эпизод, немецкий офицер                           |
| 1971 | ф   | Джентльмены удачи                             | благообразный зритель                             |
| 1971 | тф  | Ехали в трамвае Ильф и Петров                 | шпрехшталмейстер                                  |
| 1972 | ф   | Бой после победы                              | Малинберг                                         |
| 1972 | ф   | Вид на жительство                             | начальник разведки                                |
| 1972 | ф   | Первый экзамен                                | Имя персонажа не указано                          |
| 1972 | ф   | Пятьдесят на пятьдесят                        | Френсис                                           |
| 1972 | ф   | Бой с тенью                                   | гость Тарасова                                    |
| 1973 | ф   | Дмитрий Кантемир                              | Шафиров                                           |
| 1973 | ф   | Последний подвиг Камо                         | Григорий                                          |
| 1973 | ф   | Сибирский дед                                 | Яковлев                                           |
| 1973 | ф   | Человек в штатском                            | Шульц                                             |
| 1973 | тф  | Эта веселая планета                           | директор                                          |
| 1974 | ф   | Ищу мою судьбу                                | философ                                           |
| 1974 | ф   | Опасно для жизни                              | архитектор                                        |
| 1974 | ф   | Скворец и Лира                                | врач                                              |
| 1975 | ф   | Волны Чёрного моря                            | папаша капризной девочки                          |
| 1976 | ф   | Дума о Ковпаке. Карпаты… Карпаты…             | Вехтер                                            |
| 1976 | ф   | Огненное детство                              | капитан                                           |
| 1976 | ф   | По волчьему следу                             | эпизод                                            |
| 1976 | тф  | Фаворит                                       | врач                                              |
| 1977 | ф   | Право на любовь                               | Рябовский, белогвардейский капитан                |
| 1978 | ф   | Баллада о дереве и розе                       | заместитель директора                             |
| 1978 | ф   | Безбилетная пассажирка                        | пассажир с билетом                                |
| 1978 | ф   | Лекарство против страха                       | бандит                                            |
| 1978 | ф   | По улицам комод водили                        | советчик                                          |
| 1978 | ф   | Право первой подписи                          | торгпред                                          |
| 1978 | тф  | Приехали на конкурс повара                    | организатор конкурса                              |
| 1979 | тф  | Выгодный контракт                             | Рубини                                            |
| 1980 | ф   | Если бы я был начальником                     | Потрашков                                         |
| 1980 | ф   | Москва слезам не верит                        | адвокат                                           |
| 1980 | тф  | История одного подзатыльника                  | диктор                                            |
| 1981 | ф   | Похищение века                                | эпизод                                            |
| 1981 | ф   | Такая поздняя, такая тёплая осень             | эпизод                                            |
| 1981 | ф   | Танкодром                                     | Владислав Андреевич Верховский, преподаватель     |
| 1982 | тф  | Бой на перекрёстке                            | Григорьев, контрреволюционер                      |
| 1982 | тф  | Инспектор Лосев                               | Бубенцов                                          |
| 1982 | ф   | Путешествие будет приятным                    | посетитель концерта                               |
| 1983 | ф   | Нежный возраст                                | официант                                          |
| 1983 | кор | Опасные пустяки                               | прохожий                                          |
| 1984 | ф   | Ещё люблю, ещё надеюсь                        | покупатель книг с рулеткой                        |
| 1984 | кор | Побег                                         | Имя персонажа не указано                          |
| 1985 | ф   | Мы обвиняем                                   | Ричард Томас, корреспондент «Нью-Йорк Таймс»      |
| 1985 | ф   | Опасно для жизни!                             | архитектор                                        |
| 1986 | тф  | Гран-Па                                       | Пшебульский, заядлый театрал                      |
| 1986 | тф  | Дорогой Эдисон!                               | член комиссии                                     |
| 1986 | тф  | Певучая Россия                                | Александр Абрамович, хозяин музыкального магазина |
| 1986 | ф   | Хорошо сидим!                                 | главврач Олег Николаевич                          |
| 1987 | тф  | Поражение                                     | Лагунов, академик                                 |
| 1988 | ф   | Бич Божий                                     | встречающий Валерия Петровича                     |
| 1989 | ф   | Бейбарс                                       | император Византии Палеолог                       |